# کلیا ۶۶۱۹
سیارک ۶۶۱۹ (به انگلیسی: 6619 Kolya، نامگذاری:1973SS4) شش هزار و ششصد و نوزدهمین سیارک کشف شده‌است که در ۲۷ سپتامبر ۱۹۷۳ کشف شد.
قدر مطلق سیارک برابر ۹۷.۶ است.